# Richard Bowes

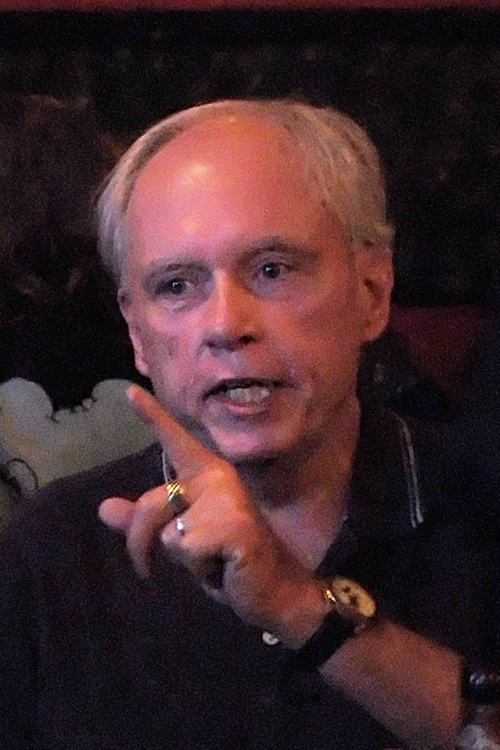
Richard Bowes 2008

Richard Dirrane Bowes (geboren am 8. Januar 1944 in Boston, Massachusetts; gestorben am 24. Dezember 2023) war ein amerikanischer Autor von Science-Fiction und Fantasy.

## Leben
Bowes wuchs in South Boston und Dorchester auf und studierte am Hofstra College auf Long Island. In den 1970er und 1980er Jahren war er Spieleautor und entwickelte Brettspiele für The National Lampoon, Dow Jones und Metropolitan Life.
1986 erschien Bowes’ erster Roman Warchild, 1988 gefolgt von der Fortsetzung Goblin Market. Beide Roman spielen im New York einer Alternativwelt. Transformationen von Bowes’ Heimat New York bilden auch den Hintergrund mehrerer anderer Erzählungen von Bowes, so im Roman Feral Cell (1987), wo der Spielmacher Robert Leal an Krebs stirbt und dabei flüchtige Visionen einer anderen Welt hat, in der er nicht stirbt, sondern lebt und als Gott verehrt wird.
Neben den Romanen schrieb Bowes auch zahlreiche Kurzgeschichten und Novellen. Die Serie um Kevin Grierson fasste er zu dem Fix-up-Roman Minions of the Moon (1999) zusammen, der 2000 mit dem Lambda Literary Award ausgezeichnet wurde. Die darin enthaltene Erzählung Streetcar Dreams hatte schon 1998 den World Fantasy Award gewonnen. Wie Prinz Harry in Shakespeares Falstaff-Stücken – aus dem der Titel stammt – muss auch Kevin Grierson erwachsen werden. Wie Bowes kommt Kevin aus der Bostoner Vorstadt nach New York – wiederum ein alternatives, mit Urban-Fantasy-Elementen angereichertes New York – und muss sich hier mit seinem durchaus eigenwilligen Schatten und seinen sexuellen Ambivalenzen auseinandersetzen.
Eine weitere Kurzgeschichtenserie ist Files of the Time Rangers, eine Mischung aus Zeitreise, Alternativwelt und politischer Satire, in der die griechischen Götter in einem New York des 20. Jahrhunderts einigen Unfug treiben und dabei von den Time Rangers in Schach gehalten werden, diese wiederum sind Diener des Gottes Apollon. Auch aus dieser Serie entstand ein Fix-up, der 2005 erschienene Roman From the Files of the Time Rangers.
Die Erzählungen der Kurzgeschichtenserie Dust Devil waren schließlich die Grundlage für den Roman Dust Devil on a Quiet Street (2013). Eine der Erzählungen, nämlich There’s a Hole in the City (2005, deutsch als Ein Loch in der Stadt), gewann 2006 den International Horror Guild Award und den storySouth Million Writers Award.

## Auszeichnungen
- 1998: World Fantasy Award für die Erzählung Streetcar Dreams
- 2000: Lambda Award für den Roman Minions of the Moon
- 2006: International Horror Guild Award und storySouth Million Writers Award für die Kurzgeschichte There’s a Hole in the City
- 2009: World Fantasy Award für die Erzählung If Angels Fight

## Bibliografie

### Serien
Die Serien sind nach dem Erscheinungsjahr des ersten Teils geordnet.
Warchild (Romanserie)
- Warchild (1986)
- Goblin Market (1988)

Kevin Grierson (Kurzgeschichtenserie)
- On Death and the Deuce (in: The Magazine of Fantasy & Science Fiction, May 1992)
- A Beggar at the Bridge (in: The Magazine of Fantasy & Science Fiction, December 1993)
- The Judges of the Secret Court (in: Tomorrow Speculative Fiction, July 1993)
- I Died, Sir, in Flame, Sir (in: The Magazine of Fantasy & Science Fiction, June 1994)
- The Shadow and the Gunman (in: The Magazine of Fantasy & Science Fiction, February 1994)
- At Darlington’s (in: The Magazine of Fantasy & Science Fiction, October-November 1995)
- Fountains in Summer (1995, in: Jennifer Hershey, Tom Dupree und Janna Silverstein (Hrsg.): Full Spectrum 5)
- Drink and the Devil (in: The Magazine of Fantasy & Science Fiction, February 1997)
- Streetcar Dreams (in: The Magazine of Fantasy & Science Fiction, April 1997)
- So Many Miles to the Heart of a Child (in: The Magazine of Fantasy & Science Fiction, April 1998)
- Minions of the Moon (1999, Roman)
- Grierson at the Pain Clinic (2012, in: Icarus #15, Winter 2012-2013)

Files of the Time Rangers (Kurzgeschichtenserie)
- In the House of the Man in the Moon (1997, in: Stephen Pagel und Nicola Griffith (Hrsg.): Bending the Landscape: Fantasy)
- Diana in the Spring (in: The Magazine of Fantasy & Science Fiction, August 1998)
- From the Files of the Time Rangers (in: Sci Fiction, September 6, 2000)
- Days Red and Green (in: Sci Fiction, November 14, 2001)
- The Ferryman’s Wife (in: The Magazine of Fantasy & Science Fiction, May 2001)
- The Quicksilver Kid (in: Sci Fiction, January 17, 2001)
- Straight to My Lover’s Heart (in: Black Gate, Summer 2001)
- Godfather Death (in: Sci Fiction, October 23, 2002)
- The Mask of the Rex (in: The Magazine of Fantasy & Science Fiction, May 2002)
- From the Files of the Time Rangers (2005, Roman)

Mr. Brain (Kurzgeschichtenserie, mit Ezra Pines)
- Mr. Brain and the Island of Lost Socks (in: Electric Velocipede, Issue #2, Spring 2002)
- Mr. Brain and the Voting Booth from Outer Space (2004, in: Eric M. Heideman (Hrsg.): Tales of the Unanticipated #25)

Dust Devil (Kurzgeschichtenserie)
- Circle Dance (in: Postscripts, Spring 2005)
- There’s a Hole in the City (in: Sci Fiction, June 15, 2005)
  - Deutsch: Ein Loch in der Stadt. In: Pandora, Spring 2007. Shayol #69, 2007, ISBN 978-3-926126-69-6.
- Dust Devil on a Quiet Street (2006, in: Ellen Datlow und Terri Windling (Hrsg.): Salon Fantastique: Fifteen Original Tales of Fantasy)
- King of the Big Night Hours (2007, in: Subterranean, Issue #7; auch: The King of the Big Night Hours, 2017)
- Aka St. Mark’s Place (2008, in: Ellen Datlow (Hrsg.): The Del Rey Book of Science Fiction and Fantasy: Sixteen Original Works by Speculative Fiction’s Finest Voices)
- I Like Writing but Hate Being a Writer (in: Clarkesworld Magazine, #17 February 2008)
- I Needs Must Part, the Policeman Said (in: The Magazine of Fantasy & Science Fiction, December 2009)
- The Office of Doom (2009, in: Ellen Datlow (Hrsg.): Lovecraft Unbound: Twenty Stories)
- Knickerbocker Holiday (2010, in: Ellen Datlow und Nick Mamatas (Hrsg.): Haunted Legends)
- The Margay’s Children (2010, in: Ellen Datlow und Terri Windling (Hrsg.): The Beastly Bride and Other Tales of the Animal People)
- Pining to Be Human (in: The Magazine of Fantasy & Science Fiction, July-August 2010)
- Venues (in: The Magazine of Fantasy & Science Fiction, November-December 2010)
- Waiting for the Phone to Ring (in: The Magazine of Fantasy & Science Fiction, March-April 2010)
- Hoffmann, Godzilla and Me (in: Icarus #10, Fall 2011)
- Dust Devil on a Quiet Street (2013, Roman)

### Einzelroman
- Feral Cell (1987)

### Sammlungen
- Transfigured Night and Other Stories (2001)
- Streetcar Dreams and Other Midnight Fancies (2006)
- The Queen, the Cambion, and Seven Others (2013)
- If Angels Fight (2013)

### Kurzgeschichten
1993
- Someday I Shall Rise and Go (in: Tomorrow Speculative Fiction, January 1993)

1995
- Transfigured Night (in: Tomorrow Speculative Fiction, April 1995)

1999
- A Huntsman Passing By (in: The Magazine of Fantasy & Science Fiction, June 1999)

2001
- My Life in Speculative Fiction (2001)

2006
- City of Chimeras (in: Helix, Summer 2006)
- Jacket Jackson (in: Electric Velocipede, Issue #10, Spring 2006; mit Mark Rich)

2007
- A Tale for the Short Days (2007, in: Ellen Datlow und Terri Windling (Hrsg.): The Coyote Road: Trickster Tales)
- The Wand’s Boy (2007, in: Steve Berman (Hrsg.): So Fey: Queer Fairy Fiction)

2008
- If Angels Fight (in: The Magazine of Fantasy & Science Fiction, February 2008)
- The Cinnamon Cavalier (in: Fantasy Magazine, April 2008)

2009
- The Bear Dresser’s Secret (in: Electric Velocipede, Issue #17/18, Spring 2009)

2011
- A Song to the Moon (2011, in: Ekaterina Sedia (Hrsg.): Bewere the Night)
- Mortal Bait (2011, in: Ellen Datlow (Hrsg.): Supernatural Noir)
- On the Slide (2011, in: Ellen Datlow (Hrsg.): Naked City: Tales of Urban Fantasy)
- Sir Morgravain Speaks of Night Dragons and Other Things (in: The Magazine of Fantasy & Science Fiction, July-August 2011)
- The Progress of Solstice and Chance (in: Realms of Fantasy, August 2011)
- Blood Yesterday, Blood Tomorrow (2011, in: Ellen Datlow (Hrsg.): Blood and Other Cravings)

2012
- A Member of the Wedding of Heaven and Hell (in: Apex Magazine, March 2012)
- The Queen and the Cambion (in: The Magazine of Fantasy & Science Fiction, March-April 2012)
- Reality Girl (2012, in: Terri Windling und Ellen Datlow (Hrsg.): After: Nineteen Stories of Apocalypse and Dystopia)
- Savage Design (2012, in: Ekaterina Sedia (Hrsg.): Bloody Fabulous)
- Seven Smiles and Seven Frowns (in: Lightspeed, November 2012)

2013
- The Lady of Wands (2013, in: Richard Bowes: The Queen, the Cambion, and Seven Others)
- The Witch’s House (2013, in: Dean Wesley Smith und Kristine Kathryn Rusch (Hrsg.): Unnatural Worlds)
- Seven Days of Poe (2013, in: Steve Berman (Hrsg.): Where Thy Dark Eye Glances: Queering Edgar Allan Poe)
- His Only Nose (2013, in: Richard Bowes: If Angels Fight)
- Tears of Laughter, Tears of Grief (2013, in: Richard Bowes: If Angels Fight)
- Whips and Wands (2013, in: Richard Bowes: If Angels Fight)
- Tales That Fairies Tell (2013, in: Paula Guran (Hrsg.): Once Upon a Time: New Fairy Tales)

2014
- Stories I Tell to Friends (2014, in: The Revelator, Vol. 138, No. 1)
- Sleep Walking Now and Then (in: Tor.com, July 9, 2014)

2015
- Anyone with a Care for Their Image (in: Uncanny Magazine, January-February 2015)
- Time Is a Twisting Snake (in: Farrago’s Wainscot, January 2015)
- Doll Court (2015, in: Ellen Datlow (Hrsg.): The Doll Collection)
- Oh, How the Ghost of You Clings (2015, in: Mark Teppo (Hrsg.): Thirteen: Stories of Transformation)
- Fordham Court (in: Interfictions Online, June 2015)
- Rascal Saturday (in: The Magazine of Fantasy & Science Fiction, September-October 2015)
- The Duchess and the Ghost (in: Fantasy Magazine, December 2015)

2016
- Lunching with the Sphinxes (in: Grendelsong, Issue 2, April 2016)

2017
- The Season of the Raptors (2017, in: Ellen Datlow (Hrsg.): Black Feathers: Dark Avian Tales)
- Dirty Old Town (in: The Magazine of Fantasy & Science Fiction, May-June 2017)
- Some Kind of Wonderland (2017, in: Ellen Datlow (Hrsg.): Mad Hatters and March Hares)
- The Name Unspoken (2017, in: Gordon Van Gelder (Hrsg.): Welcome to Dystopia)

2019
- Icarus Rising (2019, in: Ellen Datlow (Hrsg.): Echoes)